# Bangu AC
A Bangu Atlético Clube, leggyakrabban egyszerűen csak Bangu egy brazil labdarúgócsapat a Rio de Janeiro állambeli Rio de Janeiro Bangu városrészében, 1904. április 17-én alapították. A klub csak néha szerepelt az élvonalban, 1985-ben ezüstérmes lett.
Hazai mérkőzéseiket a 15 000 férőhelyes Moça Bonita stadionban játsszák.

## Sikerlista

### Állami
- 2-szeres Carioca bajnok: 1933, 1966

## Galéria

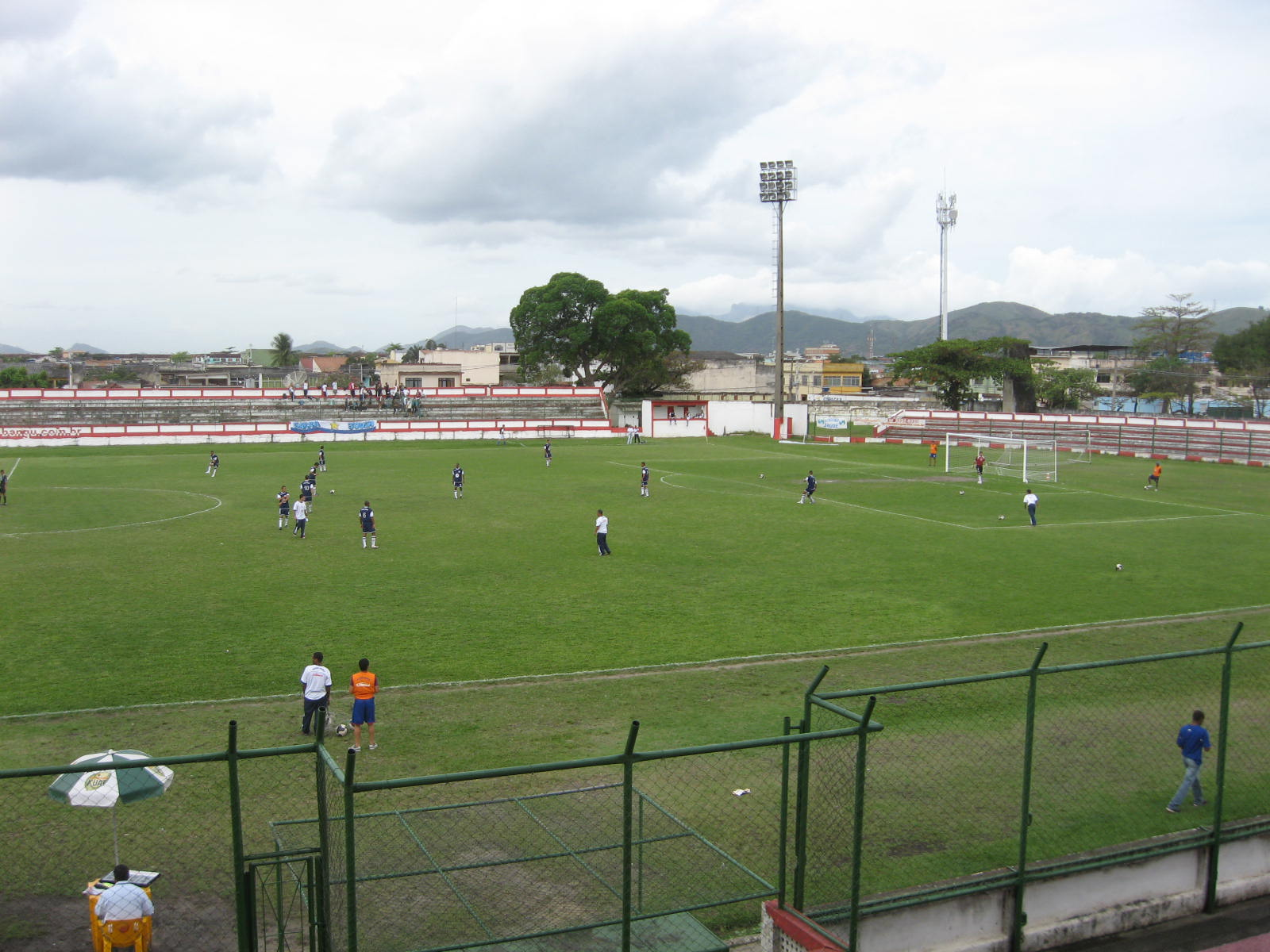
Estádio Proletário Guilherme da Silveira Filho
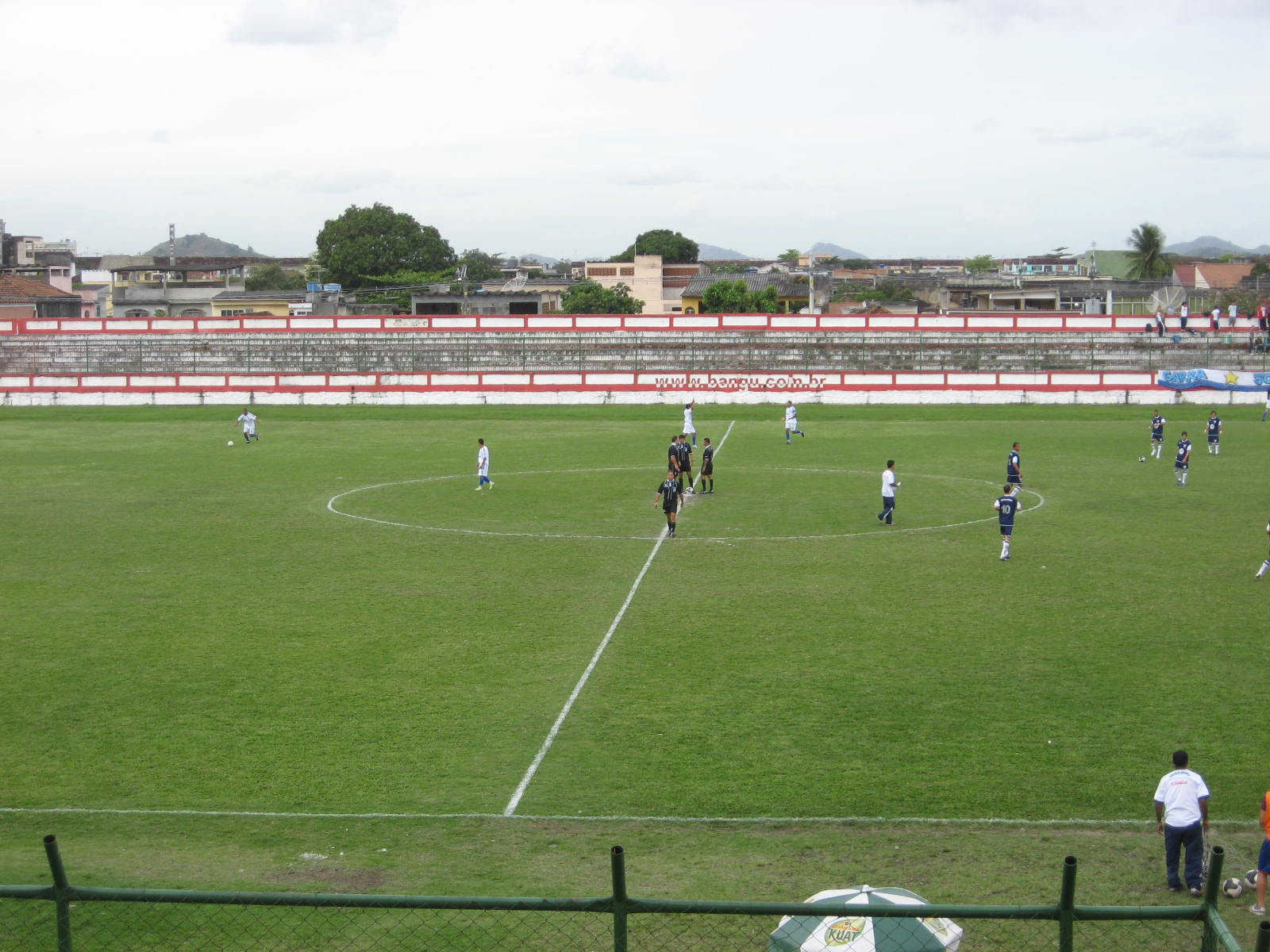
Estádio Proletário Guilherme da Silveira Filho
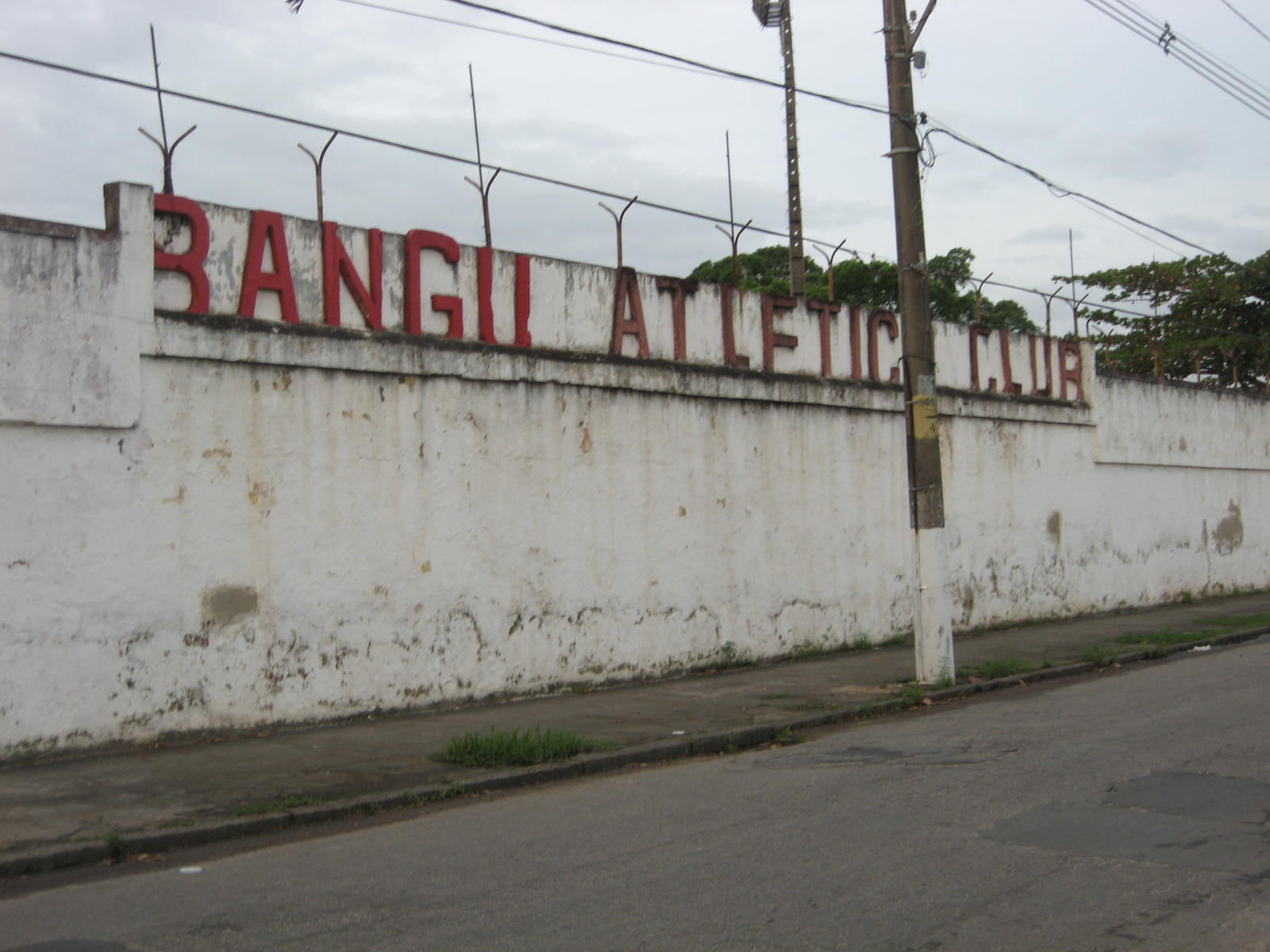
A stadion homlokzata
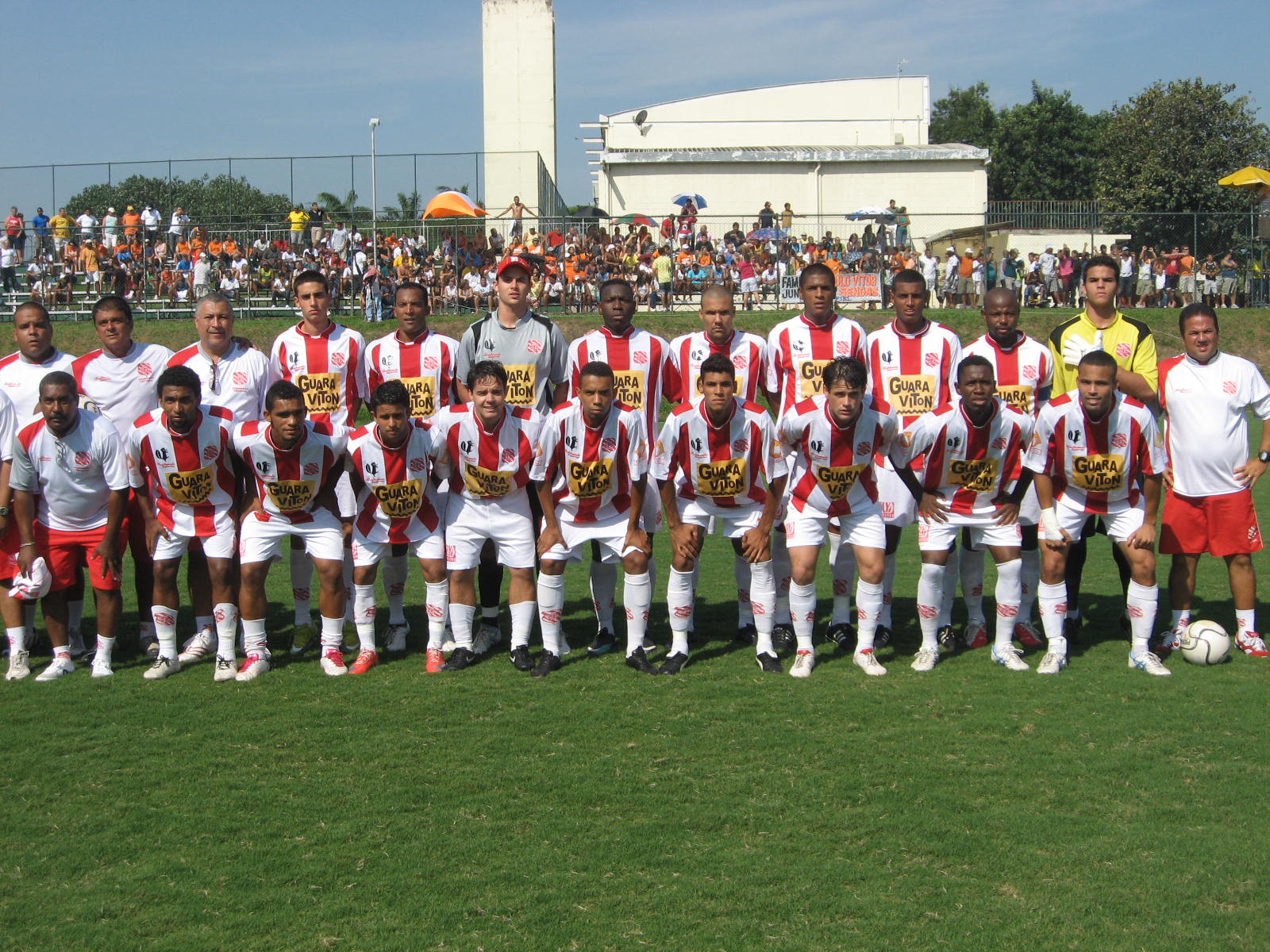
Csapatkép 2010-ből
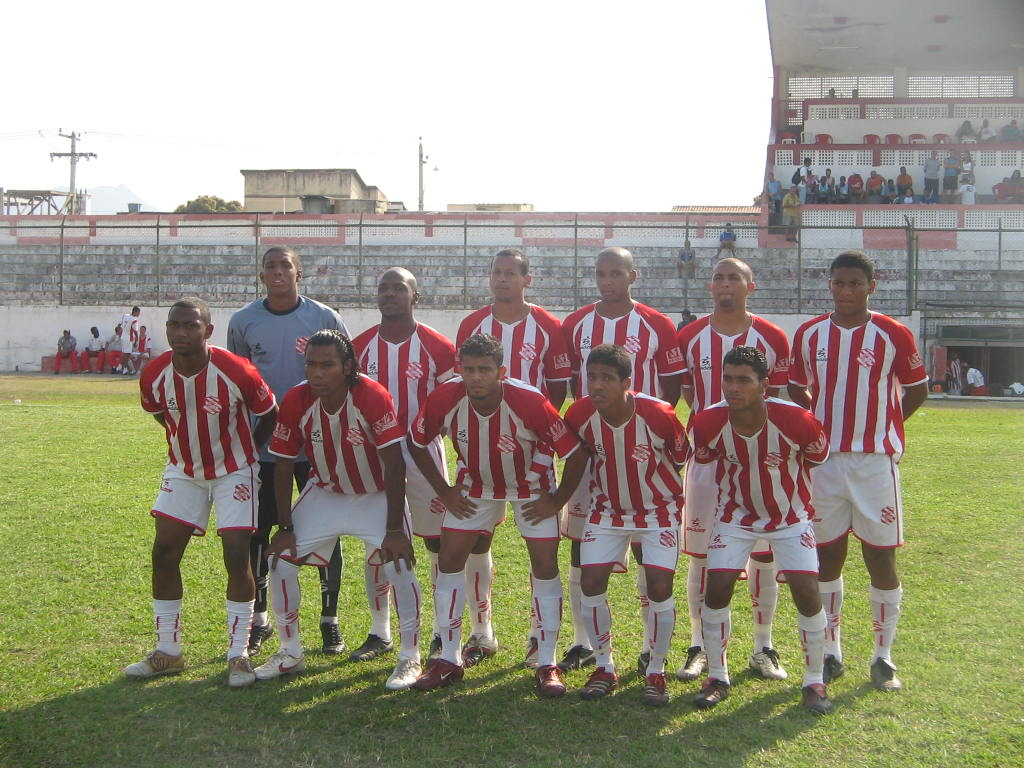
Csapatkép 2007-ből